# SUV39H1
SUV39H1 (англ. Suppressor of variegation 3-9 homolog 1) – білок, який кодується однойменним геном, розташованим у людей на X-хромосомі. Довжина поліпептидного ланцюга білка становить 412 амінокислот, а молекулярна маса — 47 907.
| 10         |  | 20         |  | 30         |  | 40         |  | 50         |
| ---------- |  | ---------- |  | ---------- |  | ---------- |  | ---------- |
| MAENLKGCSV |  | CCKSSWNQLQ |  | DLCRLAKLSC |  | PALGISKRNL |  | YDFEVEYLCD |
| YKKIREQEYY |  | LVKWRGYPDS |  | ESTWEPRQNL |  | KCVRILKQFH |  | KDLERELLRR |
| HHRSKTPRHL |  | DPSLANYLVQ |  | KAKQRRALRR |  | WEQELNAKRS |  | HLGRITVENE |
| VDLDGPPRAF |  | VYINEYRVGE |  | GITLNQVAVG |  | CECQDCLWAP |  | TGGCCPGASL |
| HKFAYNDQGQ |  | VRLRAGLPIY |  | ECNSRCRCGY |  | DCPNRVVQKG |  | IRYDLCIFRT |
| DDGRGWGVRT |  | LEKIRKNSFV |  | MEYVGEIITS |  | EEAERRGQIY |  | DRQGATYLFD |
| LDYVEDVYTV |  | DAAYYGNISH |  | FVNHSCDPNL |  | QVYNVFIDNL |  | DERLPRIAFF |
| ATRTIRAGEE |  | LTFDYNMQVD |  | PVDMESTRMD |  | SNFGLAGLPG |  | SPKKRVRIEC |
| KCGTESCRKY |  | LF         |  |            |  |            |  |            |

A: Аланін

C: Цистеїн

D: Аспарагінова кислота

E: Глутамінова кислота

F: Фенілаланін

G: Гліцин

H: Гістидин

I: Ізолейцин

K: Лізин

L: Лейцин

M: Метіонін

N: Аспарагін

P: Пролін

Q: Глутамін

R: Аргінін

S: Серин

T: Треонін

V: Валін

W: Триптофан

Кодований геном білок за функціями належить до трансфераз, репресорів, регуляторів хроматину, метилтрансфераз, фосфопротеїнів. 
Задіяний у таких біологічних процесах, як взаємодія хазяїн-вірус, транскрипція, регуляція транскрипції, клітинний цикл, біологічні ритми, процесинг рРНК, диференціація клітин, ацетилювання, альтернативний сплайсинг. 
Білок має сайт для зв'язування з іонами металів, іоном цинку, S-аденозил-L-метіоніном. 
Локалізований у ядрі, хромосомах, центромерах.